# الحارث بن أبي شمر

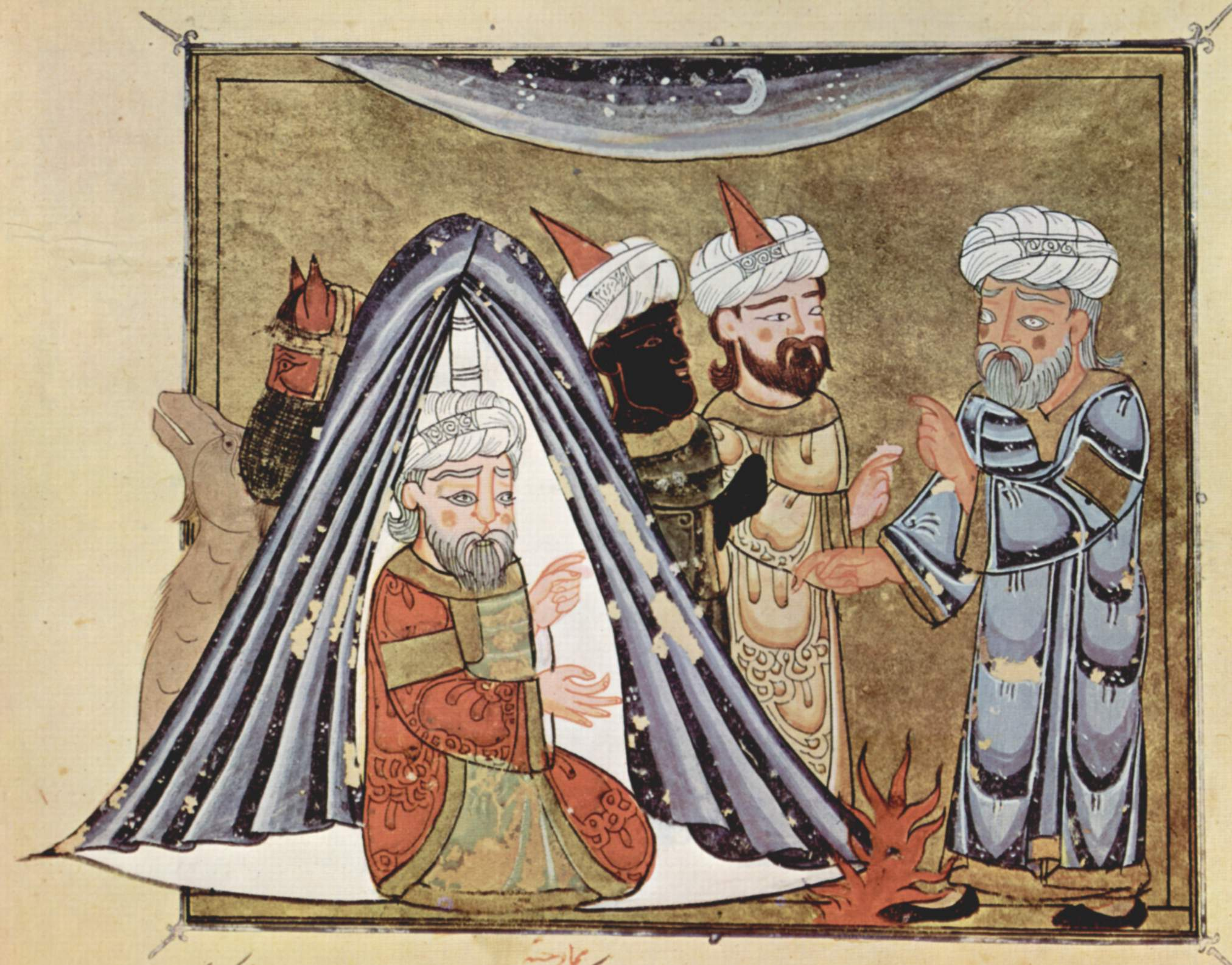
الحارث ملك الغساسنة، العرب في الفلكلور والقصص العربية

الحارث بن أبي شمر الغساني ملك الغساسنة في بلاد الشام، من أسرة آل عوف بن عمرو بن عامر ، وكان حليفاً للروم.

## نسبهُ
هُوَ الحارثُ بن أبي شِمرَ(أبو شمر اسمه جبلة) بن الحارثِ بن ثعلبة بن عمرو بن جفنة بن عمرو مُزيقياء بن عامرٍ ماء السماء بن حارثة الغطريف بن امرئ القيس بن ثعلبةَ بن مازن بن الأزد.
وجدتهُ لأبيه هيَ ذاتُ القرطين ماريةُ بنتُ أرقم بن ثعلبة بن عمرو بن جفنة.

## نبذة
عندما تبوأ جستنيان عرش الإمبراطورية الرومانية عام 527 م توحدت القبائل العربية تحـت لواء الحارث بن أبي شمر والذي صار ملكاً على سوريا (529 ـ 569 م) تحت حماية الإمبراطورية الرومانية وظل الغساسنة على ولائهم للدولة الرومانية.

## معركة عين أباغ
قاد معركة ضد النعمان بن ماء السماء ملك المناذره، فقد فيها اثنين من أولاده وانتصر على النعمان وقتله، فاستدعاه امبراطور الروم وأعطاه لقب البطريق

## رسالة النبي محمد إلى الحارث
رسالة النبي محمد ﷺ إلى الحارث بن أبي شمر الغساني صاحب دمشق
| الحارث بن أبي شمر | بسم الله الرحمن الرحيم، من محمد رسول الله إلى الحارث بن أبي شمر: سلام على من اتبع الهدى، وآمن بالله وصدق، وإني أدعوك أن تؤمن بالله وحده لا شريك له، يبقى لك ملكك. | الحارث بن أبي شمر |

## من أقواله
- إذا التقى السيفان بطل الخيار.[3]
- من اغتر بكلام عدوه فهو أعدى عدو لنفسه.[3]
- الفرصة سريعة الفوت بطيئة العود.[3]